# Council Hill Township
Die Council Hill Township ist eine von 23 Townships im Jo Daviess County im äußersten Nordwesten des US-amerikanischen Bundesstaates Illinois.

## Geografie
Die Council Hill Township liegt im Nordwesten von Illinois an der Grenze zu Wisconsin. Der Westen der Township wird von einem kleinen Abschnitt des Galena River durchflossen. Die Grenze zu Iowa, die vom Mississippi gebildet wird, befindet sich rund 20 km westlich.
Die Council Hill Township liegt auf 42°28′38″ nördlicher Breite und 90°21′03″ westlicher Länge und erstreckt sich über 42,43 km².
Die Council Hill Township grenzt innerhalb des Jo Daviess County im Osten an die Scales Mound Township, im Südosten an die Guilford Township, im Süden an die East Galena Township, im Südwesten an die Rawlins Township und im Westen an die Vinegar Hill Township. Im Norden liegt das Lafayette County in Wisconsin.

## Verkehr
Durch die Council Hill Township verlaufen keine Fernstraßen. Eine Reihe von teils unbefestigten County Roads durchziehen die Township. 
In West-Ost-Richtung durchläuft eine Bahnlinie der Canadian National Railway die Council Hill Township.
Die nächstgelegenen Flugplätze sind der rund 45 km westlich in Iowa gelegene Dubuque Regional Airport und der rund 30 nördlich gelegene Platteville Municipal Airport.

## Bevölkerung
Bei der Volkszählung im Jahr 2010 hatte die Township 141 Einwohner. Innerhalb der Council Hill Township gibt es nur gemeindefreie Streubesiedlung.